# Falange macedonia

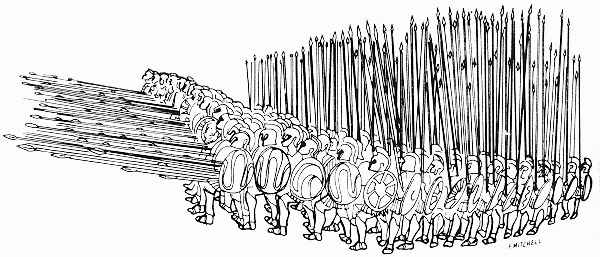
Falange macedonia en formación.

La falange macedonia o falange macedónica era una formación de infantería creada y usada por Filipo II, y más tarde por su hijo Alejandro Magno en la conquista del Imperio persa. Esta formación predominó en las batallas durante el período helenístico hasta ser reemplazada por las legiones romanas. Fue elevada al cénit de su efectividad por Alejandro y en el mundo griego se la consideraba un sistema de combate invencible hasta las derrotas de Cinoscéfalas (197 a. C.) y, especialmente, Pidna (168 a. C.).
La falange macedonia surgió, de hecho, como una respuesta ante las modificaciones tácticas que los estrategos tebanos, Epaminondas y Pelópidas, desarrollaron a principios del siglo IV a. C. para oponerse a la superioridad, aunque ya decadente, que la formación hoplítica espartana había ejercido en los combates terrestres entre las polis griegas hasta esa fecha.

## La falange de piqueros macedonia

### La aportación de Filipo II
Hasta la mitad del siglo IV a. C. el Reino de Macedonia no tuvo gran influencia con respecto al exterior, ya fuera en el ámbito económico, cultural o militar. El país estaba formado por montañas arboladas y planicies ideales para la cría de caballos, que componían la fuerza principal del ejército macedonio y eran montados, a la manera griega, por los aristócratas llamados los «compañeros» (hetairoi).
Cuando Filipo II accedió al poder en 359 a. C., emprendió  la reorganización de la institución militar ya iniciada por sus predecesores. A la vista de los mediocres resultados de los combatientes, desarrolló el entrenamiento y formó una tropa de élite profesional de infantería, llamada «compañía de a pie» (pezhetairoi), para valorizar a este tipo de combatientes. Al estar el reino del nuevo monarca amenazado desde el interior y el exterior, se apoyó en el ejército para estabilizar políticamente el país e imponerse militarmente en el exterior. Para hacer esto, Filipo adoptó diversas medidas descritas por Diodoro Sículo:

El rey dio a sus tropas una organización mejor, perfeccionó los armamentos y ocupó a los soldados en ejercicios continuos para habituarlos a la guerra. Dotó de más profundidad a las filas y fue el inventor de la falange macedonia.

### Composición y formación
A comienzos del reinado de Filipo II, Macedonia no era un país rico ni podía, por tanto, equipar a sus soldados profesionales con armamento pesado, que era costoso, como el de los hoplitas. 
Filipo formó la falange de la siguiente manera: la dotó de piqueros ligeramente protegidos, cuya arma principal era la sarissa. Esta era una larga pica que portaban todos los falangitas. Tenía una longitud de cinco a seis metros de media y llevaba en las extremidades puntas de bronce; la extremidad inferior tenía añadidos cuatro topes para plantarla en el suelo y poder soportar una carga de caballería. Debido a su longitud, la sarissa estaba dividida en dos partes, que había que unir antes de la batalla; para manejarla se requerían ambas manos y no permitía la utilización del aspis koilé, el escudo hoplita, que fue reemplazado por un modelo más pequeño que se llevaba colgado del brazo. 
El casco era de hierro y el modelo más común era de forma cónica, cuya punta era redondeada e inclinada hacia el frente, al estilo de un gorro frigio; las protecciones de las  mejillas (carrilleras) podían ser articuladas gracias a charnelas. La coraza era exclusiva de los oficiales y podía estar fabricada de hierro.
En formación de combate, los piqueros de la primera fila blandían la sarissa de forma totalmente horizontal, sujeta a unos 4,50 metros de su extremo, y el ángulo de inclinación de la sarissa iba aumentando fila tras fila, de modo que las últimas la portaban de forma casi vertical. Cada combatiente estaba situado a una distancia de alrededor de un metro de su compañero de fila. Las cuatro filas siguientes, distantes cada una un metro, portaban las picas de la misma manera, lo que daba a la falange su característico aspecto de «puercoespín». Las lanzas de las cinco primeras filas emergían en la avanzada de la falange y alcanzaban a cualquier enemigo que se presentase.  
Polibio, que tenía un excelente conocimiento de la falange macedonia, explica la utilidad de la sarissa en las siguientes líneas:

Los hombres alineados más allá de la quinta fila no pueden utilizar sus sarissas para golpear al enemigo. Esto es porque, en lugar de bajarlas a la horizontal, las tienen con la punta en el aire, pero inclinándolas hacia los hombros de los soldados que tienen delante de ellos, para proteger a toda la tropa contra las saetas que llegan sobre ella, pues todas estas astas puestas unas al lado de las otras paran los proyectiles.

Para el combate cuerpo a cuerpo, el armamento se completaba con una espada corta de hierro. Los falangitas también portaban una pequeña daga como arma secundaria. Además de emplear piqueros en la falange, Filipo llevó a esta formación a una profundidad de 16 filas, inspirándose en la falange hoplítica tebana.
Filipo II pasó parte de su juventud como rehén en Tebas, donde estudió junto al conocido general Epaminondas, cuyas reformas fueron la base de la falange. Los falangitas eran soldados profesionales y estaban entre las primeras tropas que entraban en combate, lo que les permitía ejecutar maniobras complejas mucho mejor que el resto. La formación era rectangular, con dieciséis filas de hombres, y un comandante a la cabeza de cada columna más otro en el medio, para que las filas de atrás pudieran moverse a los lados en caso de que fuera necesario realizar un ataque frontal. Cada columna estaba compuesta por 256 hombres y recibía el nombre de syntagma, que se conoce a partir de las descripciones de Polibio y Asclepiodoto.

### Unidades y compañías de la falange

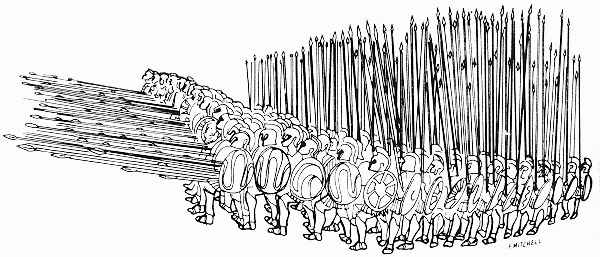
Falange macedonia en formación.

La formación ideal constaba de 64 syntagmas, mandada cada una de ellas por un syntagamatarchos. La estructura de una syntagma partía de la idea de la fila de 16 hombres (lochoi) al mando de un lochagos (primer soldado de la fila), ayudado por el ouragos (último soldado de la fila).
El lochoi se dividía a su vez en cuatro grupos de cuatro soldados (enomotia), mandados cada uno de ellos por un enomotarchos. 
A su vez, la enomotia era el resultado de sumar los guerreros de dos filas impares (próstatas) y dos filas pares (epistatas).
Horizontalmente, dos filas constituían una diloquia, unidad de 32 soldados formados de dos en dos en fondo, bajo el mando de un dilochites, cargo que correspondía al lochagos de la octava fila derecha.
La suma de dos diloquias constituía una tetrarquía, unidad de 64 hombres mandada por un tetrarca.
Dos tetrarquías formaban una taxiarquía, de 128 guerreros al mando de un taxiarca, cargo que correspondía al lochagos de la octava fila contando desde la izquierda de la formación. Por último, la suma de dos taxiarquías constituía un syntagma.
Como unidad básica, dos syntagmas se agrupaban en una pentekosiarquia, integrada por 512 hombres. La agrupación de dos formaciones de este tipo constituía una chiliarquia de 1024 soldados, al frente de la cual estaba el chiliarca.
Las formaciones de mayor rango incluían la merarchia (2048 guerreros), la phalangarchia (4096 soldados) agrupadas en dos alas (keras), constituidas por la suma de 32 syntagmas dispuestas bajo el mando de un kerarka, en total 8192 hombres.
La suma de ambas alas formaba el ejército (phalanx), mandado por el strategós.
La falange completa contaba, por tanto, con 16 384 falangitas, a los que debían sumarse los heraldos, señaladores y trompetas de cada syntagma.
Por supuesto, la movilización del ejército contaba también con un elevado número de tropas auxiliares y empleos destinados al transporte de los bagajes y las máquinas de guerra, así como al aprovisionamiento y distribución de los suministros.
Contando con la pieza básica de la syntagma, entendida como una unidad independiente, un jefe militar podía disponer estas tropas, en diversas formaciones dependiendo de las características del terreno, la estrategia del adversario y su propio planteamiento táctico. Las unidades de pocos efectivos podían disponerse en múltiples esquemas de formación en línea, desde el clásico frente recto hasta la formación oblicua, pasando por la formación en media luna o en cuña y el medio cuadro abierto, utilizado básicamente para el avance de las tropas durante las marchas de una campaña militar.

### Inconveniente de la falange de piqueros
El problema básico de la falange macedonia era la escasa flexibilidad del sistema. Aunque prácticamente invencible en un ataque frontal, al igual que la de los hoplitas precisaba de un terreno llano y despejado para desplegarse, dado que la rigidez de la syntagma dificultaba en gran medida el combate en terrenos abruptos.
Puesto que los generales macedonios no siempre podían elegir el terreno, la propia fuerza de su ejército se convertía en su principal problema al no disponer de la flexibilidad necesaria para adaptarse a un modo de lucha diferente del basado en la carga frontal. Además, las numerosas picas que apuntaban hacia el cielo planteaban aparte del problema del tipo de terreno en el que debía luchar la falange macedonia, llano y sin obstáculos para poder combatir fuera de la cubierta de los árboles en la que las sarissas se enmarañaban. Estas largas picas estorbaban los movimientos curvos que la falange podía tener que ejecutar durante las rápidas maniobras que a veces imponían las circunstancias del combate y la volvían muy vulnerable en sus flancos.
La falange, cualquiera que sea su forma, es una formación que lucha en bloque y que debe quedar compacta para dar todo su potencial. Polibio, en su relato de la batalla de Cinoscéfalas (197 a. C.), expone su mayor debilidad:

En la guerra, el momento y el lugar donde la acción se pondrá en marcha no pueden ser determinados de antemano, al tiempo que, para permitirle desplegarse, la falange precisa su momento y su terreno... llano y desnudo, un terreno que no corte ningún obstáculo como fosos, barrancos, relieves, taludes o cursos de agua, porque cualquiera de estos accidentes basta para paralizar o dislocar una tropa así formada.

Los ejércitos que debieron enfrentarse a los monarcas macedonios durante el siglo II a. C. especialmente los romanos, optaron esencialmente por el flanqueo de la falange macedonia que, una vez privada de sus tropas auxiliares, era atacada desde todas las direcciones, sucumbiendo sin remedio incluso en planteamientos tácticos en los que disponía de superioridad numérica como en las batallas de Cinoscéfalas y Pidna.

Como la falange está organizada de modo que imposibilita a los hombres dar media vuelta y librar combates individuales, los romanos pudieron impulsar su ataque, masacrando a los soldados que se encontraban delante de ellos y que no podían defenderse.

### Entrenamiento
Profesionalizado, el ejército de Filipo II abrió nuevas perspectivas que no dejó de explotar y de desarrollar él mismo. El entrenamiento fue así mucho más lejos de lo que era usual en las polis griegas, incluso en comparación con el que era practicado en Esparta. Los ejercicios incesantes a los que constantemente se sometía a los soldados, permitió a la falange adquirir el automatismo necesario para las diversas fases de un combate. Pero no era este el único interés del rey: el dominio de los movimientos en el terreno compensaba la vulnerabilidad de los soldados ligeramente protegidos. Estas maniobras tuvieron también un impacto positivo sobre la disciplina que llegó a ser estricta. Sobre este punto, se ve la ventaja que aportó la monarquía sobre otras formas de gobiernos practicadas en el resto de la Antigua Grecia, que permitió un mejor control de las tropas. 
Por otra parte, Filipo no limitó los ejercicios a los desplazamientos básicos de cualquier falange. Ideó diferentes maniobras originales que implicaban la finta y la sorpresa para conseguir una ventaja decisiva en la batalla. Todo esto manteniendo el orden y la unidad más estricta en el seno de las tropas. 
Un ejemplo de ello fue la batalla de Queronea. Simulando una retirada, la falange macedonia retrocedió en orden, dejando suficiente espacio entre ella y la falange de hoplitas atenienses, para que ésta, tratando de mantener el contacto con el enemigo, se dislocara y diera la oportunidad a la caballería macedonia de penetrar en sus líneas.

## La falange en el ejército de Alejandro
La falange jugaba el papel principal en la estrategia que llevó a Alejandro Magno a no perder ninguna batalla. Se le llama martillo y yunque y se desarrolla de la siguiente manera:
1. Primero, los falangitas, formados principalmente por pezhetairoi, retenían al enemigo con sus largas sarissas, dejándoles sin posibilidad de escapatoria.
2. Posteriormente, la caballería (hetairoi) cargaba contra los enemigos por detrás o por los flancos, empujándoles hacia las lanzas, a una muerte segura.

De ahí el nombre de la estrategia: la falange actuaba de yunque, sujetando al enemigo para que el martillo o caballería acabara con el enemigo de un golpe.
Este ejemplo ilustra el uso que hicieron los reyes de Macedonia de su falange: al contrario que los griegos, no era del cuerpo de tropas de quien dependía la suerte de la batalla y esto fue también un avance en el dominio táctico, mérito de Filipo II. Quedaba, sin embargo, como el punto de anclaje del ejército, alrededor del cual evolucionaba la infantería ligera y la caballería.
En el Reino de Macedonia la caballería era la fuerza principal antes de la aparición de la falange y jugó un importante papel (como en Queronea e Issos) junto a ésta, permitiendo la ruptura del frente del adversario o bien aportando rápidamente refuerzos donde se necesitaran.
La ausencia de silla de montar, entonces desconocida en Europa, limitaba su armamento. Los jinetes llevaban una sarissa de un modelo más corto (cuatro o cinco metros), así como un sable curvo (machaira), una coraza y un casco. Esta fuerza de gran movilidad estaba acompañada de otros tipos de combatientes a caballo, como por ejemplo los arqueros.
Existe otra característica de la perpetua reorganización de las fuerzas macedonias, tanto en la cantidad de efectivos humanos dentro de las unidades como en su composición: Alejandro, en su periplo hasta el Indo, integró a su ejército los de los países vencidos y se inspiró en ellos para modificar el equipamiento de sus propias fuerzas. Ya Filipo había hecho innovaciones al aumentar la profundidad de la falange, basadas en los conocimientos que adquirió, como se ha dicho previamente, en su juventud durante su estancia en Tebas como rehén.
Alejandro continuó la obra de su padre, favorecida por estas influencias exteriores, muestra de su adaptación y de sus victorias.